# Осада Люблина
Осада Люблина — осада Люблина русско-казацким войском в ходе русско-польской войны 1654—1667 годов, увенчавшаяся взятием города. Произошла в октябре 1655 года во время осады Львова основным русско-казацким войском во главе с Богданом Хмельницким и Василием Бутурлиным. Руководители осады отправили на северо-запад отряды под командованием стольника Петра Потёмкина, полковника рейтарского строя Дениса Фанвисина и наказного гетмана Данилы Выговского. Их целью было установление контроля над данной территорией и соединение с войсками князя Алексея Трубецкого, наступавшего на Брест.
15 октября русские и казацкие отряды подошли к Люблину, начав его осаду. Гарнизон предпринял несколько вылазок, в результате которых с обеих сторон были убитые. Однако из-за слабости городских укреплений вскоре начались переговоры о сдаче города. Условия капитуляции включали принесение присяги на верность царю Алексею Михайловичу и выплату духовенством и шляхтой крупной контрибуции. Делегация люблинских переговорщиков согласилась выполнить условия осаждавших. По требованию Потёмкина, она присягнула прилюдно на мосту, ведущему в городской замок, причём ворота замка были предварительно открыты. В дальнейшем русские отряды взяли под свой контроль Люблин в пределах городских стен, а отряды Выговского — городские предместья. Польские и немецкие источники сообщают о масштабном погроме еврейского населения запорожскими казаками. Еврейский квартал Люблина был сильно разрушен.
Во время своего похода под Люблин русско-казацкие войска без особого сопротивления также овладели городами Ярослав, Ленчна, Рава, Грубешов, Красныстав и другими. Однако поход крымского хана на Правобережную Украину вынудил осаждавшее Львов войско Хмельницкого и Бутурлина прервать осаду и выступить ему навстречу. Войска, выступившие на Люблин, предварительно присоединились к ним, вернувшись в лагерь под Львовом. Помимо контрибуции Потёмкин увёз с собой из Люблина трофейные пушки и древнюю киевскую святыню — частицы животворящего древа Креста Господня. Последние хранились на протяжении более чем десяти лет в Успенском соборе Московского Кремля, однако затем были возвращены Речи Посполитой по Андрусовскому перемирию 1667 года.